# Sigma2 Coronae Borealis
Título a ser usado para criar uma ligação interna é Sigma2 Coronae Borealis.
Sigma2 Coronae Borealis (17 Coronae Borealis) é uma estrela dupla na direção da constelação de Corona Borealis. Possui uma ascensão reta de 16h 14m 41.04s e uma declinação de +33° 51′ 31.8″. Sua magnitude aparente é igual a 5.23. Considerando sua distância de 71 anos-luz em relação à Terra, sua magnitude absoluta é igual a 3.55. Pertence à classe espectral F8V. É uma estrela variável RS Canum Venaticorum.